# HD 155259
HD 155259，又名CD-3911182，SAO 208521、HR 6381，是一颗恒星，视星等为5.67，位于銀經347.4，銀緯-0.12，其B1900.0坐标为赤經17h 5m 21.7s，赤緯-39° -0.12′ 54″。